# Рекреатіва (Мансаба)
Ассосіасау Дешпортіва і Рекреатіва Мансаба або Рекреатіва (Мансаба) (порт. Associação Desportiva e Recreativa Mansabá) — професіональний футбольний клуб з міста Мансаба.

## Історія
Клуб було засновано в місті Мансаба, команда вигравала Національний чемпіонат Гвінеї-Бісау 1 разу та кубок 2 рази.
На міжнародному рівні, він брав участь в 1 континентальному турнірі КАФ Кубку Конфедерації КАФ 2012 року, який покинув ще на стадії попереднього раунду, коли мав зустрітися з клубом з Ліберії «Непереможна Одинадцятка».

## Досягнення
- Національний чемпіонат Гвінеї-Бісау: 1 перемога
  -  Чемпіон (1): 1996
  -  Бронзовий призер (1): 2006

- Національний Кубок Гвінеї-Бісау з футболу: 2 перемоги
  -  Володар (2): 2001, 2011.

## Виступи в континентальних турнірах під егідою КАФ
- Кубок Конфедерації КАФ: 1 виступ

2012 - покинув турнір на стадії Попереднього раунду